# Constantin Gane
Constantin Gane (n. 27 martie 1885 – d. 12 aprilie 1962) a fost un prozator și memorialist român.

## Date biografice
Gane se trăgea din vechea familie a Găneștilor, una dintre primele familii care au descălecat - cu Bogdan - din Maramureș în Moldova. Potrivit acestuia, străbunica lui dinspre mamă ar fi fost, Anastasia Vasile Greceanu (1797-1859), cea care l-ar fi inspirat pe scriitorul Vasile Alecsandri pentru celebrul personaj „Coana Chirița”. Gane a absolvit Liceul „A. T. Laurian” din Botoșani în anul 1903, după care a făcut studii de drept în Germania, unde își ia și doctoratul, la Rostock, în 1910. Întors în țară, este, vreo 15 ani, avocat la Botoșani și București. Participă în 1913, ca voluntar, la campania militară din Bulgaria, iar mai târziu la războiul din 1916-1918. Va consemna aceste experiențe în volumele Amintirile unui fost holeric (1914, Premiul Academiei Române) și Prin viroage și coclauri (1922).

## Ambasador
În 1940 și 1941 funcționează ca ambasador la Atena, preocupându-se, printre altele, de drepturile românilor macedoneni. A făcut parte din mișcarea legionară și, condamnat de regimul comunist în 1949, își sfârșește zilele la 12 aprilie 1962 în închisoarea de la Aiud, fiind aruncat într-o groapă comună. 
A fost pasionat de cunoașterea trecutului. Constantin Gane a întreprins călătorii în țară și în străinătate, a cercetat arhive și biblioteci, a vizitat muzee și monumente de artă, a fost atent la tradiția orală.

## Activitatea literară

### Proza
A publicat proză (îndeosebi cu subiect istoric), articole, note și cronici, corespondență, însemnări de călătorie, piese de teatru, fragmente de roman, în Epoca, Politica, Universul literar, Curentul, Cele trei Crișuri, Convorbiri literare, Revista Fundațiilor Regale, Luceafărul, Flacăra etc. În 1937 înființează și conduce revista Sânziana (București). A ținut conferințe și a avut, între 1929 și 1937, o serie de intervenții radiofonice pe teme istorice, culturale sau literare (Primul proces al lui Kogălniceanu, Dimitrie Cantemir, Romanul lui Ștefan Zweig, ciclul Domnițele române etc.). În 1934 a devenit membru al Societății Scriitorilor Români.

### Memorialist de război
Ca memorialist de război, Gane se remarcă prin sinceritatea notațiilor și accentul patriotic. Prima lui carte câștigă în interes grație descrierii detaliate pe care „fostul holeric” o dedică tuturor etapelor bolii contractate pe câmpiile bulgare. Cu o pană mai nuanțată sunt consemnate impresiile de călătorie din întâmplarea cea mare (1927), unde scriitorul se abandonează, nu o dată, reveriei provocate de însemnele istoriei românești sau a altor meleaguri. Egiptul și mai ales Grecia incită, prin vestigiile lor, la incursiuni livrești sau popasuri mitologice, precum și la reflecții nu lipsite de miez. Prezentul se impune, de asemenea, atenției călătorului, care surprinde, uneori cu tentă umoristică, specificul realităților întâlnite. În proza de reconstituire a trecutului românesc, istoricul și literatul vor conlucra fructuos, dând adevărate fresce social-politice ale timpului evocat.

### Istorii
Scriitorul traversează cu dezinvoltură secolele, coborând, ca în Pe aripa vremei (1923), până la descălecat, spre a descifra arborele genealogic al familiei sale, sau, mai aproape, precum în Acum o sută de ani (I-II, 1935), pentru a susține cronica principalelor evenimente petrecute între 1834 și 1835 în Țările Române. Privirea scrutează mai întotdeauna relieful uman, ca în Dincolo de zbuciumul veacului (1939), unde autorul selectează din învolburatul Ev Mediu românesc destine grandioase și tragice, așa cum îl reînviase și pe cel al lui Despot (Farmece, 1933). Se oprește de preferință asupra personalităților feminine, cărora le acordă un spațiu larg, îndeosebi în Trecute vieți de doamne și domnițe (I-III, 1932-1939), Domnița Alexandrina Ghica și contele D'Antraigues (1937) și Amărâte și vesele vieți de jupânese și cucoane (1943).
Dacă incursiunile istorice ale lui Gane vădesc, nu o dată, carențe (genealogii fastidioase, exces documentar, intervenții polemice, pasaje confuze sau incoerente), piesa de rezistență rămâne lucrarea Trecute vieți de doamne și domnițe (vol. I a fost premiat de Academia Română). Subiectele, pe cât de inedite pe atât de captivante, se derulează în povestiri pline de nerv și de culoare, susținute de un limbaj cu sevă arhaică. O vastă galerie de doamne și domnițe, urmărite de la primii voievozi până la Unirea Principatelor, se perindă pe fundalul unei istorii zbuciumate. Memorabile rămân, de pildă, figura Chiajnei sau a Elisabetei Movilă ori sfârșitul cumplit al domniței Ruxanda, frumoasa fiică a lui Vasile Lupu. Povești de dragoste, răpiri și răscumpărări, execuții spectaculoase (ca aceea a familiei Brâncoveanu), înălțări și căderi se succed în imagini ritmate alert, capabile să restituie atmosfera specifică epocii.
Gane a lăsat și un roman istoric, Rădăcini (1947), fără prea mult ecou (Perpessicius îi consacră, totuși, o recenzie favorabilă), și o piesă de teatru, Phrynea, rămasă în manuscris. Mai merită menționată ampla și substanțiala lucrare istoriografică P.P. Carp și locul său în istoria politică a țării (I-II, 1936), cu unele capitole, cum ar fi cel dedicat Junimii, de interes documentar.

## Opera literară
- Amintirile unui fost holeric, București, 1914;
- Prin viroage și coclauri, București, 1922;
- Pe aripa vremei, București, 1923;
- Întâmplarea cea mare, București, 1927;
- Trecute vieți de doamne și domnițe, I-III, București, 1932-1939; ediția București, 1999;
- Farmece, București, 1933;
- Acum o sută de ani, I-II, București, 1935;
- P.P. Carp și locul său în istoria politică a țării, I-II, București, 1936;
- Domnița Alexandrina Ghica și contele D'Antraigues, București, 1937;
- Dincolo de zbuciumul veacului, București, 1939;
- Amărâte și vesele vieți de jupânese și cucoane, București, 1943;
- Rădăcini, București, 1947.